# Franciskanerklostret i Kongahälla
Franciskanerklostret i Kongahälla var ett tidigare konvent inom Franciskanerorden i den dåtida norska Kongahälla i Bohuslän.
Det instiftades under tidig medeltid två munkkloster i och utanför Kongahälla. Det första var Kastala kloster, som inrättades före 1180 och som tillhörde Augustinerorden. Det andra, som uppfördes strax söder om Kastala kloster inne i staden, var ett konvent inom Franciskanerorden som omnämndes första gången 1272–1273. Det låg förmodligen på nuvarande Kastellegårdens åkrar.
Franciskanerklostret brändes ned 1532 samtidigt som staden Kongahälla, och dess murar togs då som befästningsmaterial för det närbelägna Bohus fästning. Utgrävningar har gjorts 1953 och 1954. Dessa påvisade grunden för en klosterkyrka i tegel med ett långhus inomhusmått 30 meters längd och sju meters bredd.